# 틴에이지 뮤턴트 닌자 터틀스: 터틀스 인 타임
틴에이지 뮤턴트 닌자 터틀스: 터틀스 인 타임(Teenage Mutant Ninja Turtles: Turtles in Time)은 코나미가 1991년에 출시한 아케이드 진행형 격투 게임이다. 1989년에 발매됐던 틴에이지 뮤턴트 닌자 터틀스의 후속작으로, 마찬가지로 1987년에 방영한 TV 애니메이션 거북이 특공대를 배경으로 두고있다. 유럽에선 틴에이지 뮤턴트 히어로 터틀스: 터틀스 인 타임(Teenage Mutant Hero Turtles: Turtles in Time)라는 이름으로 출시됐다. 1992년에는 패미컴으로 나왔던 작품을 감안해 '4편'이라는 부제가 붙은 채로 슈퍼 패미컴에 이식됐다.

## 평가
| 평가                                                       |       |
| ---------------------------------------------------------- | ----- |
| 평론 점수 평론사 점수 올게임 [ 1 ] 닌텐도 파워 4 / 5 [ 2 ] |       |
| 평론 점수                                                  |       |
| 평론사                                                     | 점수  |
| 올게임                                                     | [ 1 ] |
| 닌텐도 파워                                                | 4 / 5 |